# 鵜殿麻由
鵜殿 麻由（うどの まゆ、1989年8月16日 - ）は、日本の女性声優。広島県出身。カレイドスコープ所属。

## 経歴
幼少期にバレリーナになることを目指し、イギリス（エルムハースト・バレエ・スクール）、オーストラリア（タニア・ピアソン・クラシカル・コーチング・アカデミー）留学を経験。しかし、18歳の時に腰を痛め、バレエを中断せざるを得なくなる。
バレエを休む中で興味のあることをやろうと、声優学校への入学を決め、東京アニメーター学院へ入学。2010年2月にカレイドスコープ預かりとなった。
2014年にテレビアニメ『牙狼〈GARO〉 -炎の刻印-』に出演してからは、同アニメシリーズの常連声優として複数作に出演。中でも『牙狼 -紅蓮ノ月-』ではエンディング主題歌の歌唱を2クールとも担当した。

## 出演
太字はメインキャラクター。

### テレビアニメ
2010年
- 侵略派遣美少女 ミリ（防衛少女）　※「アニたま」月間ショート劇場
- アマガミSS（2010年 - 2012年、やよい） - 2シーズン

2014年
- お姉ちゃんが来た（英子、園児A、子供の母）
- 牙狼〈GARO〉 -炎の刻印-（ガルム）

2015年
- 牙狼 -紅蓮ノ月-（稲荷(天)）

2017年
- 賭ケグルイ（2017年 - 2019年、黄泉月るな） - 2シーズン
- にゃんこデイズ（エルザ、女子B、クラスメイトA）

2018年
- 牙狼〈GARO〉 -VANISHING LINE-（ステラ、Dinerの店長）

2020年
- ドロヘドロ（キクラゲ、愛茸、舞茸）

### 劇場アニメ
- 牙狼〈GARO〉-DIVINE FLAME-（2016年、ガルム）
- 薄墨桜 -GARO-（2018年、稲荷(天)[12]）

### Webアニメ
- 賭ケグルイ双（2022年、黄泉月るな）

### ゲーム
- でんぢゃらすじーさんと1000人のお友だち邪（2012年、手がでかいです、うんこ太ろう、カラフルぎゃうざくん、ほくほくろろろ、テントウヘビ、泣き虫）
- 限界凸起 モエロクリスタル（2015年、マンドラゴラ[13]）
- 限界凸城 キャッスルパンツァーズ（2017年、ネコマタ）
- ファイブキングダム-偽りの王国-（2018年、ニキータ、アイナ）
- 賭󠄀ケグルイ チーティングアロード（2018年、黄泉月るな）
- m HOLD'EM（2023年、黄泉月るな[14]）

### 吹き替え

#### アニメ
- わたしの干潟（2009年、泥棒カニ）
- ぼくはクラレンス!（2015年、チェルシー、マレシカ、メイビス、スー）

#### 映画
- 100人の子供たちが列車を待っている（スペイン語版）（2011年、映画の少年）　※第4回City Lights映画祭上映版

#### テレビ番組
- プロジェクト・ランウェイ10（2014年、ベアトリス・グアポ）

### 舞台
- スプリングマン「弁当屋の四兄弟」（2013年8月14日 - 18日、OFF・OFFシアター） - 白河陽子 役
- 劇団かるがも行進曲「局地的地球防衛軍」（2014年9月6日・7日、戸野廣浩司記念劇場） - 上級宇宙人 役（ダブルキャスト）
- スプリングマン「どんまい、椿夫人。」（2014年10月17日 - 19日、TACCS1179） - 桜庭ゆかり 役
- オールアクトカンパニー第18回公演「ハムレット」（2015年11月11日 - 15日、俳優座劇場） - 旅芸人(踊り子) 役
- アドリブ心理劇「レジスタンスイレブン 〜クリスマスを守り抜け〜」（2018年12月9日、コフレリオ新宿シアター）[15]

### その他コンテンツ
- ANIMAX「とっておきAニュース」レポーター
- Ustream「生でSuGでShow」アシスタントMC
- WALLOP放送局「教えて!スゴイ人!」パーソナリティ
- WALLOP放送局「カレイド学園♪声優部♪」パーソナリティ

## ディスコグラフィ

### キャラクターソング
| 発売日         | 商品名 | 歌                       | 楽曲           | 備考                                              |
| -------------- | ------ | ------------------------ | -------------- | ------------------------------------------------- |
| 2015年11月25日 | 花紋   | 佐咲紗花 with 三狐神囃子 | 「花紋」       | テレビアニメ『牙狼 -紅蓮ノ月-』エンディングテーマ |
| 2016年2月24日  | 花蓮   | 三狐神囃子               | 「花蓮」       | テレビアニメ『牙狼 -紅蓮ノ月-』エンディングテーマ |
| 2016年2月24日  | 花蓮   | 三狐神囃子               | 「イナリズム」 | テレビアニメ『牙狼 -紅蓮ノ月-』関連曲             |

### ユニットメンバー
1. ↑  鵜殿麻由、佐藤依莉子
2. ↑  大橋彩香、佐咲紗花、鵜殿麻由、佐藤依莉子

### シリーズ一覧
1. ↑  第1期（2010年）、第2期『+ plus』（2012年）
2. ↑  第1期（2017年）、第2期『××』（2019年）